# Sonderaktion 1005

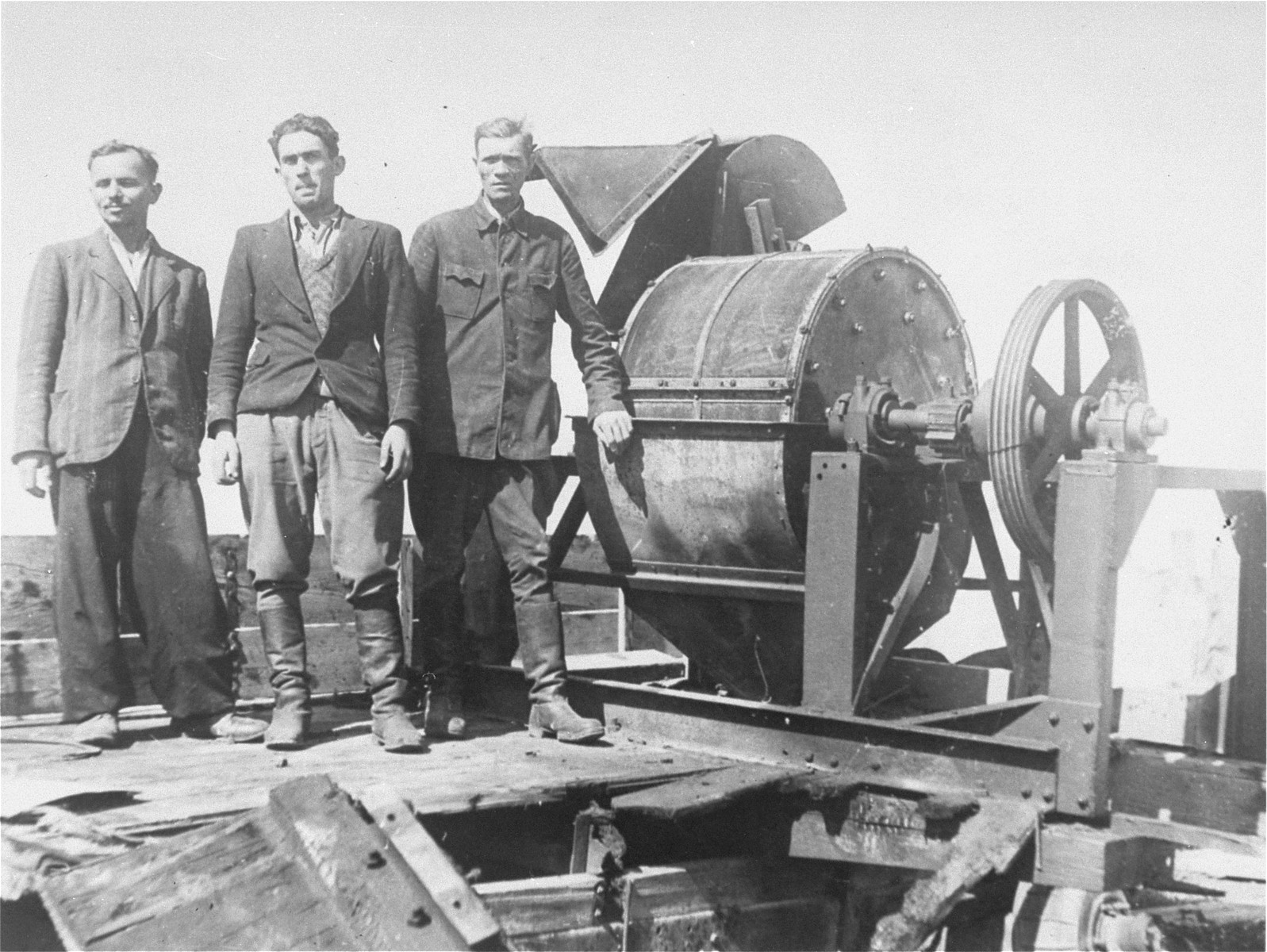
'Deelnemers' aan de Sonderaktion 1005. Hier gezien in de zomer of herfst van 1943 in Janovska naast een molen om botten in fijn te malen.

Sonderaktion 1005, ook wel Aktion 1005 of Enterdungsaktion, was tijdens de Tweede Wereldoorlog de codenaam voor de grootschalige operatie van de nazi's om al het bewijs voor de Holocaust te vernietigen. De operatie werd gestart in juni 1942 en duurde tot eind 1944.

## Geschiedenis
Tijdens het voorjaar van 1942 ontvingen de vrije westerse landen rapporten over massamoorden die in het bezette Europa plaatsvonden. Dit noodzaakte de nazi's ertoe een manier te vinden om het bewijs voor hun daden te verbergen. SS-Standartenführer Paul Blobel werd in maart 1942 aangesteld als hoofd van Sonderaktion 1005. De operatie startte pas in juni, na de moordaanslag op Reinhard Heydrich en begon in het vernietigingskamp Chełmno, waar de lichamen na opgraving werden verbrand.
Het werk van Aktion 1005 werd hoofdzakelijk uitgevoerd door gevangenen. Ze werden gedwongen de massagraven te openen en de aanwezige lichamen te verbranden op grote brandstapels. Nadat alle lichamen op die bepaalde plek waren verbrand, werd het terrein geëffend, geploegd en beplant. Dit om de schijn te wekken dat het gewoon een natuurlijk gebied was. Regelmatig werden de gevangenen die deelnamen aan Aktion 1005 vermoord en vervangen door andere gevangenen, om zo het geheime karakter van de operatie te waarborgen. Er zijn enkele gevallen bekend waarbij gevangenen aan dit lot probeerden te ontkomen, maar succesvol waren die pogingen niet.
In de periode van juni 1942 en de zomer van 1943 werden er lichamen verbrand in Auschwitz, Bełżec, Chełmno, Sobibór en Treblinka.
In juni 1943 startten de Duitsers ook met het verbranden van lichamen in de overige delen van Polen en de Sovjet-Unie. Hiervoor werden twee speciale Sonderkommando's in het leven geroepen, bestaande uit gevangenen. Het ene Sonderkommando werkte in de omgeving van Berdichev en Zamość. In Oekraïne ruimden zij bij Lviv de graven van kamp Janovska. Het andere Sonderkommando werkte in de streken rondom Riga en Dvinsk. Sonderaktion 1005 verplaatste zich ook naar gebieden in Wit-Rusland en de Baltische Staten, waar lichamen van Russische krijgsgevangenen werden verbrand.
Halverwege 1944 richtten de activiteiten van Sonderaktion 1005 zich voornamelijk op het Gouvernement-Generaal in Polen. Spoedig verplaatste de operatie zich ook naar door Duitsland geannexeerde gebieden van Polen. Ook vonden er operaties plaats in Joegoslavië, onder meer bij concentratiekamp Jasenovac